# Nadège Douroux
Pour les articles homonymes, voir Douroux.
Nadège Douroux, née le 23 mai 1981 à Marseille, est skippeuse française.
Athlète de l'équipe de France de voile olympique de 2001 à 2012, elle est licenciée à la Société nautique de Marseille. Elle participe aux Jeux olympiques d'Athènes en 2004 en 470, associée à Ingrid Petitjean,. Les deux Marseillaises possèdent un palmarès important et constituent l'un des équipages les plus ancrés[Quoi ?] dans la voile française.

## Biographie
Nadège est née à Marseille le 23 mai 1981. À 13 ans, elle commence les compétitions en planche à voile Aloha pour passer en planche Mistral à 15 ans. En 1998, elle est sélectionnée pour les Championnats du monde jeunes où elle termine 13e. Cette même année, elle commence le dériveur double olympique 470, avec Ingrid Petitjean. En 2004, l'équipage participe à ses premiers Jeux olympiques.
Rentrée à la faculté des sciences du sport en 1999, Nadège Douroux obtient en 2005 une maîtrise « Management du sport ». En 2010, elle obtient un Master « Management des organisations sportives » et cofonde Expé2M, proposant des croisières à thèmes « sport et nature ».

## Palmarès

### Jeux olympiques
- 10e aux Jeux olympiques d'été de 2004 à Athènes avec Ingrid Petitjean

### Championnats du Monde
- 3e du championnat du monde de 470 en 2009 avec Ingrid Petitjean.
- Vice-championne du monde de 470 en 2007 avec Ingrid Petitjean.
- 3e du championnat du monde de 470 en 2005 avec Ingrid Petitjean.
- Vice-championne du monde de 470 en 2003 avec Ingrid Petitjean.
- 3e du championnat du monde de 470 en 2002 avec Ingrid Petitjean.

### Championnats d'Europe
- Championne d'Europe de 470 en 2005 avec Ingrid Petitjean.
- 3e du championnat d'Europe de 470 en 2010 avec Ingrid Petitjean.

### autres épreuves
- Vainqueur des Jeux Mondiaux de la Voile en 2006
- Deuxième des Jeux Mondiaux de la Voile en 2002 à Marseille
- Vainqueur des Jeux Méditerranéens en 2001
- Médaille d'argent des Jeux Méditerranéens en 2009
- Vainqueur de la Coupe du Monde de Voile 2010
- Vainqueur de la coupe de la famille Douroux en 2023